# Stefan Wolff (Journalist)
Stefan Wolff (* 1966 in Hamburg) ist ein deutscher Journalist, Fernsehmoderator und Wirtschaftscoach.

## Leben und Karriere
Wolff studierte an der Johannes Gutenberg-Universität Mainz Politik, Geschichte und Jura. Parallel zu seinem Studium arbeitete Wolff für das ZDF-Sportstudio und das ZDF-Mittagsmagazin. Nach einem Volontariat beim Wiesbadener Kurier arbeitete er dort als Redakteur, später in gleicher Funktion für das Wirtschaftsnachrichtendienst vwd. Seit 1998 ist Wolff selbstständiger Finanz- und Wirtschaftsjournalist.
Als freier Journalist arbeitet er seit Januar 1998 für den Hessischen Rundfunk, seit Dezember 2000 ist er bei dem Format Börse vor acht zu sehen. Von 2000 bis 2017 war er zudem Moderator bei Deutsche Welle.
Wolff ist verheiratet und Vater von drei Kindern.